# Gerda Thesleff
Gerda Thesleff, född 15 augusti 1871 i Helsingfors, död 25 oktober 1939 i Grankulla, var en finländsk keramiker samt syster till målaren Ellen Thesleff.
Thesleff utbildade sig inledningsvis till sjukgymnast i Stockholm men bedrev även studier vid Konstindustriella högskolan i Helsingfors 1898–1906 samt 1909–1910. Hon var en tidig elev till Alfred William Finch. Hon var anställd vid Arabia 1922–1924, där hon under en period samarbetade med Elin Juselius och hade med henne en gemensam utställning 1922. Hon skapade brukskeramik dekorerad med växt- och blomstermotiv samt med motiv hämtade från de månadslånga Italienresor hon företog tillsammans med systern Ellen.
Hon är representerad med ett föremål på Nationalmuseum i Stockholm.